# Herman Bang
Herman Joachim Bang (født 20. april 1857, død 29. januar 1912) var en dansk forfatter, journalist og kritiker, der navnlig er kendt for sine portrætter af "stille eksistenser" og for sin impressionistiske skrivestil.
Bang blev født i Asserballe på Als i hertugdømmet Slesvig som søn af sognets præst Frederik Ludvig Bang (1816-1875) og hustru Thora Elisabeth Salomine Blach (1829-1871), og var sønnesøn af kongelig livlæge Oluf Lundt Bang.
I 1863 overtog faderen kaldet som sognepræst i Vor Frelsers sogn i Horsens og bosatte sig med familien i en nærliggende lejlighed i Søndergade 41. Ud over sine forældre havde Herman Bang i 1870 2 ældre og 4 yngre søskende. Efter moderens død af tuberkulose i 1871 kun 41 år gammel overtog faderen i 1872 kaldet som sognepræst i Tersløse Sogn på Sjælland.
Nogle få måneder før faderens død blev Herman Bang student fra Sorø Akademi 1875 og påbegyndte derefter studier i jura og statsvidenskab ved Københavns Universitet med henblik på at blive diplomat, efter farfarens ønske, men afbrød studierne i 1877 og ansattes året efter som journalist ved den konservative avis Dagbladet.
Bangs registrerede bopælsadresser i København var i hans seneste år Hovedvagtsgade 6, 1. sal (1896), Slagelsegade 22, stuen (1897), Frederiksborggade 31, 2. sal (1899), Gl. Kongevej 25, 4. sal (1900), Lille Strandstræde 20, 1. sal (1909) og Gl. Kongevej 11 (1911).  
Om hans hyppigt vekslende ophold i udlandet vidner hans sidste breve – fra Bergen, Svanøy, Bergen, Ålesund, Florø, Ålesund, Bergen, Kristiania (juni-juli 1911), fra Göteborg, Stockholm, Helsingborg, Landskrona, Ystad, Kristianstad, Jönköping, Linköping, Stockholm, Norrköping, Örebro,  Norrköping, Lund, Malmö, Stockholm (oktober-november 1911),  fra Helsingfors (november 1911), fra Sankt Petersborg og Moskva (december 1911) og fra Berlin (december 1911 – januar 1912), inden han med damperen S/S Moltke afrejste fra Cuxhaven lørdag den 6. januar 1912 via Boulogne-sur-Mer og Southampton mod New York med ankomst torsdag den 18. januar 1912 – 11 dage før hans død.
Bang døde i Ogden i Utah under en togrejse fra Chicago til San Francisco i forbindelse med en oplæsningsturné i USA og er begravet på Vestre Kirkegård i København.

## Litterær karriere
Allerede i sine unge år indledte Bang sin karriere som journalist og novelle- og romanforfatter, samtidig med at han forsøgte sig som skuespiller, sceneinstruktør og teaterkritiker.
Han debuterede 22 år gammel som litteraturkritiker i 1879 med essaysamlingen Realisme og Realister, som også slog en ny retning i litteraturen fast. Året efter fulgte den første novellesamling Tunge melodier og den skandaleombruste roman Haabløse Slægter. I (1886) kom novellesamlingen Stille Eksistenser med bl.a. fortællingen Ved Vejen. Blandt andre hovedværker er romanerne Stuk, Tine, Ludvigsbakke og Det hvide Hus.
Professionelt spændte Bang vidt: forfatter, journalist, kronikør, essayist, sceneinstruktør, oplæser, foredragsholder og anmelder.
Debutromanen Haabløse Slægter vakte stor opmærksomhed, og den blev konfiskeret af politiet for dens krænkelse af ”sædeligheden”. Bang blev straffet, men da var første oplag udsolgt og forfatterens navn slået fast i offentligheden. Han var da 23 år.

## Gennembruddet
Bangs berømmelse begyndte i 1880 med retssagen om romanen Haabløse Slægter. Bang var allerede debuteret i foråret 1880 med nogle mindre skuespil og noveller, heriblandt samlingen Tunge melodier. I løbet af sommeren 1880 blev den kritiseret fra alle sider for at være stilistisk latterlig og gennemsyret af en syg sensualitet. Det var først med den store og delvis selvbiografiske roman om en ung mand, der er det sidste skud på en degenereret og håbløs slægt, at Bang rigtigt kom i offentlighedens søgelys. Romanen, der udkom i november 1880, blev straks anmeldt stærkt negativt i såvel højre- som venstrepressen. Haabløse Slægter vakte skandale med sin skildring af en moden kvinde, grevinde Hatzfeldt, der forfører den unge hovedperson William Høg. Der blev anlagt sag mod Bang, og 23. juli 1881 faldt dommen, der lød på 100 kr. i bøde eller 14 dages fængsel, såfremt bøden ikke kunne betales. Bogen blev beslaglagt.
Bang ville nogle år efter udgive sin bog uden de bortdømte scener. Han gik på Det Kongelige Bibliotek for at låne et eksemplar af bogen, som han ikke ejede. På biblioteket fik han at vide, at selv om bogen "nok fandtes de facto, så eksisterede den ikke de jure". Det lykkedes ham dog efter en del forhandlinger at få adgang til bogen på læsesalen, men han måtte højst læse i den en time.
Måske på grund af skandalen med Haabløse Slægter tog Herman Bangs litterære karriere nu for alvor fart, og på få år skrev han en række mesterværker som Ved Vejen, Stuk og Tine. Disse produktive år repræsenterede højdepunktet i Bangs produktion. Han perfektionerede sin impressionistiske skrivestil, hvis indflydelse på dansk litteratur næppe kan vurderes for højt.
Efter stigende litterær anerkendelse og flerårige ophold som korrespondent i udlandet ændrede Bang nu sin fremtræden – og karikaturtegnerne fulgte straks trop i deres fremstilling af ham. Bang karikeredes nu som en altid ulasteligt klædt mere moden og maskulin skikkelse med elegant moustache.
Latterliggørelsen af ham blev dog ikke mindre respektløs. Det var nu i endnu højere grad den krukkede og pinlige forfatterpersonage, der skulle karikeres.
Især Bangs mange offentlige foredrag og oplæsninger af egne værker vakte opmærksomhed. I begyndelsen af 1880'erne indledte han den oplæsningsvirksomhed, der skulle blive en fast del af hans liv og en afgørende indtægtskilde i mange år. Mange af hans bøger findes med hans understregninger og tilføjelser beregnet til oplæsning.
Med disse optrædener fandt Bang frem til sit sceniske talent. Hans spinkle og aparte fysiske fremtoning, der havde været den største hindring for en egentlig karriere som skuespiller, blev nu vendt til en personlig succes.
De mange beretninger fra øjenvidner fortæller om hans helt usædvanlige greb om publikum og en sjælden naturlighed i hans diktion. Med den overgik han de fleste af datidens scenekunstnere.
En af de bedste beskrivelser af Bangs foredragskunst findes i tidsskriftet Verdens-Spejlet. Bladets redaktør kommer ind på den særlige bangske oplæsningskunst, der kunne spænde fra det urkomiske og groteske til de mest lidenskabelige udtryk for menneskelig smerte og lidelse:
| Citat           | Oplæsning er et skidt Ord, det passer slet ikke. Nei, dét, Herman Bang gjorde, var at gennemspille de Scener, han havde paa sit Program. Han spillede selv alle Rollerne, og saa mægtigt var hans Talent, at det lykkedes ham at illudere, skønt Publikum sad Ansigt til Ansigt med hans sære, lille Person, som Bladene har gjort Grin med og Karikaturtegnerne fraadset i. Bedst er han, naar han laver gamle Damer, og naar han fremstiller et myldrende Virvar af alle Slags Mennesker, der taler i Munden paa hinanden. En Betoning, en Bevægelse, en Ansigtsrynke, der siger alt; af saa smaa Midler er det, at Herman Bang skaber den store Virkning. Eller han skildrer Smerten, Lidelsen. Ogsaa deri er han fuldkommen sikker paa sine Midler. Og der er talrige Eksempler paa hans Magt over Sindene, hvor han viser sig som Smertens og Lidelsens Mester. Med et vildt Raseri vender man sig truende mod Forsynet, der har fyldt Teatre med gode Skikkelser uden Indmad og ladet dette Scenens Geni være forbandet til en ubehjælpelig Kropsløshed | Citat |
| Verdens-Spejlet | |       |

## Bang som journalist
Herman Bangs journalistik var en væsentlig forudsætning for hans litterære forfatterskab. I 2007 udkom Bangs artikler fra Nationaltidende 1879-1884 under titlen "Vekslende temaer". Nogle af artiklerne er klassisk læsning som "Branden" om Christiansborgs brand. I den udfolder Bang hele sin impressionistiske stil.
På rekordtid fik Bang slået sit navn fast som en allestedsnærværende reporter, anmelder, litteraturformidler, modeskribent, selskabsløve, provokatør og skuespilforfatter.
Han skrev om København for jyderne, som om byen var et mini-Paris, han berettede om sommerfornøjelser og societyskandaler, morskabsteatre og modeluner, væddeløb og vandkure, cirkusforestillinger og kjolesnit, Tivoli, Dyrehavsbakken, gæstespil og kongelige rygter – og grundlagde dermed sit stampublikum af især kvindelige læsere.
Herudover lynlæste Bang den nye franske litteratur og anmeldte forfattere og dramatikere som Émile Zola, Alexandre Dumas den yngre og Honoré de Balzac. Bang skildrede også de voldsomme politiske brydninger i Danmark i Estrups lange regeringsperiode, hvor folkestyret i den sidste halvdel reelt var sat ud af kraft.
I sine søndagskronikker i Nationaltidende (samlet som Vekslende Themaer) lagde han de allerførste spirer til århundredskiftets moderne omnibusavis. Han skrev om stort og småt, sladder og nyheder, informationer og rygter.
Han kunne indlede en artikel i brevstil med ord som ”Kære Frue” eller ”Bedste Frue”. Denne appel til det kvindelige publikum skaffede ham hurtigt betegnelse ”Damernes Herman Bang”. Vittighedsbladet Punch bidrog ved næsten hver uge at bringe en dugfrisk parodi på Bangs nyeste kronik.

## Sædelighedsskandalen 1906-1907
Hvis retssagen mod romanen Haabløse Slægter i 1880 til 1881 markerede det første højdepunkt i Herman Bangs negative berømmelse, så blev den berygtede ”Sædelighedsskandale” i 1906 til 1907 det andet lavpunkt i historien om Bang.
København oplevede som London og Berlin i begyndelsen af det 20. århundrede en moralsk bølge omkring mandlig homoseksualitet. Det var ikke første gang i danmarkshistorien, at homoseksualitet kom i myndighedernes og i mediernes søgelys, men aldrig havde forfølgelsen og stigmatiseringen været så omfattende som i disse år.
En forsmag på ”Sædelighedsskandalen” havde Bang allerede oplevet i 1893, hvor mordet på en homoseksuel rentier førte til masseafhøringer af homoseksuelle mænd i København.[kilde mangler] Det kan have været medvirkende til, at Bang besluttede sig for at forlade Danmark samme år og slå sig ned i Paris. Dér arbejdede han nu som bl.a. sceneinstruktør og introducerede det franske publikum for tidens aktuelle nordiske dramatikere som Henrik Ibsen og Bjørnstjerne Bjørnson, som de begge var ham dybt taknemmelige for[kilde mangler]. Flere af Frankrigs teaterprimadonnaer fik Bang personlig kontakt med. Både Sarah Bernhardt og Gabrielle Réjane, som han instruerede i rollen som ”Nora” i Ibsens revolutionerende skuespil Et dukkehjem.
Bang modtog i Paris økonomisk støtte fra flere nordmænd, deriblandt Jonas Lie og Frits Thaulow. Herman Bang havde i Paris mødt Knut Hamsun. Hamsun syntes først godt om Bang - han skrev om Bang, at han var "ikke uden Talent" - og Bang vakte Hamsuns medynk, og han lånte Bang gentagne gange penge, og Hamsun forsøgte ofte at sikre Bang økonomisk støtte og skrev tiggerbreve på Bangs vegne. Men efterhånden kom Hamsun til at foragte Bang, da Hamsun begyndte at tvivle på Bangs nød og syntes, at Bang kun narrede ham og ikke egentlig led nogen videre nød. Hamsun syntes, at hans ry og troværdighed havde lidt meget, da han havde sendt tiggerbreve for Bang når Bang egentlig ikke led nogen nød. Hamsun skriver i et brev til Johan Knudsen, at Bang havde fortalt, at han havde skrevet en beskyttende anmeldelse i Samtiden om Hamsuns bog Ny Jord, som blev mødt med hadefulde anmeldelser da den udkom - "Det var vel for at slippe at betale mig de sidste Francs, det.", skrev Hamsun i et brev - for øvrig var der ingen sådan anmeldelse af Herman Bang i Samtiden. Hans forbitrelse mod Bang kommer tydeligt frem i et brev til Bjørnstjerne Bjørnson: "Vær lidt forsigtig med hvad De skriver til Herman Bang herefter. Han vil blot bruge ogsaa Dem til at klattre op ad her i Paris. Hvis De tror, at han arbejder for Opførelsen af Deres og Ibsens Stykker blot for Sagens Skyld, saa tager De fejl; han skyr ingenting, gør endog mig Tilbud, skønt jeg har behandlet ham ligegyldigt som en Hund; sidst vilde han skrive en Essay om mig. Jeg har gentagne Gange laant ham Penge og nu lukket Døren efter ham. Han vifter om med Deres Breve og lader forstaa, at De gaar der i Rom og er i den Grad ræd for en mislykket Opførelse af "Hansken", at De fornægter Stykkets Tendens og opfinder en ny, for ikke at falde til Jorden her."
Den store ”Sædelighedssag” begyndtes af et af Københavns smudsblade, der økonomisk presset søgte ”salgbare” skandaler, og i efteråret 1906 afslørede den homoseksuelle drengeprostitution i hovedstaden. Denne kampagne førte under fortsat mediebevågenhed til politiforhør af en lang række kendte homoseksuelle.
Det er usikkert, om Herman Bang nogensinde blev indkaldt til disse forhør. Han havde intet med sagen at gøre, men det forhindrede ikke smudspressen i at skrive om ham. Pressen fortsatte sin veritable heksejagt mod Bang: Forfatteren Johannes V. Jensen lancerede et af de mest perfide angreb på Bang i en berygtet kronik i Politiken med titlen ”Samfundet og Sædelighedsforbryderen”.
Udgangspunktet var angiveligt en beskyldning mod Jensen for selv at være homoseksuel, hvilket han afviste med bogstavelig vold. Om Bang udtalte han:
| Citat                                        | En meget kendt Forfatter, der i øvrigt foruden at være abnorm ogsaa har vist Talent, er naaet til i disse sidste Dage at staa frem og snakke om Landets Forsvar? Staklen, der næppe nogensinde har haft et Vaaben i sin Haand, lider formodentlig i Øjeblikket af platonisk Kærlighed til en Løjtnant | Citat |
| Johannes V. Jensen, kronik i Politiken, 1906 | |       |

Skønt en kreds af venner straks slog ring om Bang, og mange af hans forfatterkolleger fordømte Jensen, der blev truet med eksklusion af Forfatterforeningen, var Bang fuldkommen nedbrudt af sagen. I januar 1907 skrev han til en ven:
| Citat | Kun én Ting staar mig ganske tydeligt: i dette Land vil jeg ikke blive. Her har man saaledes faaet for Vane at mishandle mig, at det aldrig vil ophøre | Citat |
|       | |       |

I juli samme år forlod Bang derfor Danmark og slog sig ned i Berlin, et seksuelt fristed. Han opholdt sig i Tyskland de følgende år; karikaturtegnerne lod ikke det gå upåagtet hen. De satiriserede nu over den ”hypersensitive og nærtagende Forfatter”.
I sit Berlin-eksil skrev Bang en epilog til den tyske oversættelse af hans noveller, Aus der Mappe, 1908. Han kalder den ”Om berømmelsen” og opsummerer sine bitre erfaringer om dét konstant at leve i mediernes nådesløse søgelys. Han udtaler:
| Citat | Intet forekommer mig så trist eller så trøstesløst som berømmelsen. Den er en celle, i hvilken Guds grønne jord er indespærret. Den er en mur, som skiller os fra livet. ”Den berømte” er ikke elsket. Man beundrer ham som en statue på en sokkel. Men stiger han, som jo også har et hjerte, ned fra soklen for at være et menneske blandt andre mennesker, foragter man ham som en ligegyldig eller sågar en uværdig. Den berømte er lænket til sin egen berømmelse, ja, han må klamre sig til den. For svinder glansen i hans stålrustning, og forringes hans dåd, dør han – forhånet | Citat |
|       | |       |

Herman Bang havde et livslangt venskab og mangeårigt bofællesskab med den homoseksuelle journalist Christian Houmark (1869-1950), men elskoven udeblev, da forelskelsen var på Houmarks side. Bang havde imidlertid en problematisk forelskelse i den tyske skuespiller Max Eisfeld.

## Herman Bang og satiren
I bogen Stoppet i farten – Herman Bang i karikaturens troldspejl (Gyldendal, 2007) giver værkets fire udgivere Dag Heede, Torben Lund, Knud Arne Jürgensen og Sten Rasmussen for første gang en samlet indføring i Bangs private og offentlige liv set gennem karikaturens troldspejl. Han var et hyppigt emne i vittighedsbladene, og bogen kommenterer et stort antal karikaturtegninger af Bang fra bladenes humørspalter.
Følgende navne blev brugt af vittighedsbladene til at beskrive Herman Bang:
”Herman Bank”, ”Herman Labang”, ”Herman Banco”, ”Frøken Hermine Bang”, ”Bing-Bang”, "Herman Go-Bang”, ”Herman Pjank”, ”Hermansen Bang”, ”Herman von Bremen”, ”Herman Brand”, ”Liden Bang”, ”Herman Banbang”, ”Norman Bang”, ”Grev Herman” og ”Hermann von Bangemachen”.
Fra Bangs litterære debut i 1878 til hans død i januar 1912 omtaltes han stadigt i medierne. ”De er jo så nem! Og Dem kan jeg” svarede en vittighedstegner ham på spørgsmålet: "Hvorfor gør De nar af mig i pressen uge efter uge?"
På et sent tidspunkt i sit liv udtalte Herman Bang: ”Karikaturerne har været for mange og for gode”. En bemærkning der muligvis forklarede, hvorfor han måtte opgive forhåbningen om en karriere som skuespiller.

## Herman Bangs død
I næsten et århundrede var Herman Bangs død i 1912 i et tog på vej fra Chicago til San Francisco et omdiskuteret mysterium. Hurtigt og vedholdende bredte rygterne sig: at den kun 54-årige Bang var blevet udsat for et rovmord, måske begået af togets personale. Andre og mere besindige skribenter og historikere holdt sig derimod til en redegørelse fra det amerikanske jernbaneselskab baseret på togpersonalets eget udsagn: at Bang var kommet helt naturligt af dage.
Under alle omstændigheder gav den internationalt berømte forfatters spektakulære død - alene, på oplæsningsrejse, i et tog i et fremmed land, hvis sprog han ikke talte - efterfølgende stof til flere, halvt faktuelle, halvt fiktive udgivelser. I 2009 udkom i Tyskland "Eines Dichters letzte Reise" med tekster af bl.a. forfatterne Friedrich Sieburg og Joachim Kersten, og samme år udkom i Danmark Klaus Manns oversatte novelle "Rejse til nattens ende" fra 1940, ligesom den danske forfatter Dorrit Willumsen i romanen "Bang" fra 1996 har fabuleret over Herman Bangs sidste dage.
De virkelige omstændigheder omkring Herman Bangs død kom først for dagens lys i 2009, da journalisten og forfatteren Poul Pilgaard Johnsen i Weekendavisen offentliggjorde et hidtil ukendt brev, dateret 18. februar 1912, fra journalist og opdagelsesrejsende Frits Holm sendt til Herman Bangs forlægger Peter Nansen på Gyldendal. Brevet befinder sig i Det Kongelige Bibliotek og indeholder en detaljeret beretning om Bangs sidste dage og timer i toget fortalt af en mand, som ledsagede ham på rejsen. Det fremgår heraf bl.a., at den danske læge, dr. Einar Hansen, som havde tilset Bang under opholdet i New York, efterfølgende havde udtalt, at han følte sig overbevist om, at en langsom hjerneblødning havde sat ind allerede natten til lørdag næsten umiddelbart efter Bangs afrejse fra Chicago, og at denne blødning havde forårsaget bevidstløshed fra lørdag middag til mandag morgen, da Bang døde i Ogden.

## Filmatiseringer
| År   | Titel                                   | Instruktør               |
| ---- | --------------------------------------- | ------------------------ |
| 1911 | De fire djævle                          | Alfred Lind              |
| 1916 | Vingarne                                | Mauritz Stiller          |
| 1920 | Die Benefiz-Vorstellung der vier Teufel | A.W. Sandberg            |
| 1924 | Mikaël                                  | Carl Theodor Dreyer      |
| 1928 | Four Devils                             | Friedrich Wilhelm Murnau |
| 1940 | Sommerglæder                            | Svend Methling           |
| 1964 | Tine                                    | Knud Leif Thomsen        |
| 1985 | De flyvende djævle                      | Anders Refn              |
| 1988 | Ved Vejen                               | Max von Sydow            |